# This City
This City es el primer álbum del artista digital LeyendaV. Con excepción del primer track, Prologue, que solo funciona como mera introducción, cada canción intenta transmitir los sentimientos que produce la cotidianidad de la vida en los paisajes urbanos.

## Lista de canciones
| # | Canción       | Duración |
| - | ------------- | -------- |
| 1 | Prologue      | 4:11     |
| 2 | House Morning | 0:14     |
| 3 | Downtown Day  | 0:29     |
| 4 | Suburban Dusk | 2:24     |
| 5 | Urban Night   | 2:25     |
| 6 | Keep Dreaming | 0:27     |

Además de la lista, se sabe que el álbum incluía originalmente un track adicional, Office Afternoon, como número 4 (contando un total de 7 canciones). Se desconocen los motivos por los cuales no se incluyó finalmente.